# Frog Boys
I Frog Boys (In coreano 개구리소년, Gaegurisonyeon) erano un gruppo di cinque ragazzi scomparsi a Daegu, in Corea del Sud il 26 marzo 1991. 
Woo Cheol-won, Jo Ho-yeon, Kim Young-gyu, Park Chan-in e Kim Jong-sik, di età compresa tra i 9 e i 13 anni, scomparirono dopo essere usciti per cercare uova di salamandra nella periferia occidentale di Daegu. La loro scomparsa ha ricevuto molta attenzione, ha causato la frenesia dei media nazionali, e il presidente Roh Tae-woo ha ordinato una massiccia operazione di ricerca da parte della polizia e dell'esercito per trovarli. 
Il 26 settembre 2002, i resti dei ragazzi sono stati scoperti vicino al luogo in cui erano andati a cercare le uova, e alcuni dei cadaveri che mostravano segni di trauma da forza contundente. L'indagine è stata inconcludente e le teorie sulla loro morte abbondano. Il termine di prescrizione è scaduto nel marzo 2006 e il caso rimane irrisolto. 

## Vittime
I cinque ragazzi avevano tra i 9 e i 13 anni:
- Woo Cheol-won (13 anni)
- Jo Ho-yeon (12 anni)
- Kim Young-gyu (11 anni)
- Park Chan-in (10 anni)
- Kim Jong-sik (9 anni)

Tutti e cinque i ragazzi provenivano dal distretto di Dalseo di Daegu e frequentavano la stessa scuola elementare. Un sesto bambino, Kim Tae-ryong di 10 anni, ha lasciato il gruppo per andare a casa e mangiare, avendo saltato la colazione quella mattina.

## Contesto e scomparsa
Il 26 marzo 1991, era un giorno festivo in Corea del Sud per le elezioni locali, ed i ragazzi hanno deciso di trascorrere la giornata alla ricerca di uova salamandra nei corsi d'acqua del monte Waryong ( 35°52′01.2″N 128°30′46.8″E ) presso Dalseo alla periferia occidentale di Daegu. I ragazzi non sono mai tornati a casa e, dopo che sono stati denunciati come scomparsi, la loro storia ha fatto notizia a livello nazionale. Il presidente Roh Tae-woo ha inviato 300.000 poliziotti e truppe militari a cercare i ragazzi, con le ricerche mostrate in diretta TV. Molti dei genitori dei ragazzi hanno lasciato il lavoro per cercare i figli in giro per il paese.  Il monte Waryong è stato ispezionato più di 500 volte.

## Scoperta dei corpi
Il 26 settembre 2002, più di 11 anni dopo l'accaduto, un uomo alla ricerca di ghiande ha scoperto i loro corpi sul monte Waryong in un'area che era stata già ispezionata. In primo luogo ha segnalato i resti tramite una telefonata anonima. Inizialmente, la polizia ha ipotizzato che i ragazzi fossero morti di ipotermia. Ma i loro genitori hanno rifiutato quella conclusione e hanno chiesto un'indagine completa. Le famiglie hanno messo in dubbio la conclusione che i ragazzi fossero semplicemente morti dopo essersi persi a causa delle stranezze dei loro vestiti trovati legati con nodi e del ritrovamento dei loro corpi a breve distanza dal villaggio in una zona che i ragazzi conoscevano bene. Gli esperti forensi hanno scoperto che i crani di tre dei bambini mostravano un trauma da forza contundente, probabilmente causato da strumenti metallici. La polizia ha detto che i bambini potrebbero essere stati uccisi da qualcuno che "potrebbe essere andato su tutte le furie".

## Conseguenze
Nel 2006, il termine di prescrizione è scaduto sul caso. Ma la polizia ha detto che continuerà le indagini per ottenere risposte.

## Riferimenti nella cultura popolare
L'incidente dei Frog Boys è stato oggetto di due film: Come Back, Frog Boys (1992) e Children (2011). Anche diverse canzoni citano il caso.